# Follow Me, Boys!
Follow Me, Boys! é um filme de comédia familiar de 1966, dirigido por Norman Tokar para a Walt Disney Productions. O roteiro de Louis Pelletier é baseado no livro God and My Country de MacKinlay Kantor e a trama se baseia nos esforços de um homem para fundar e comandar uma tropa de escoteiros em uma pequena cidade dos Estados Unidos. Foi a última produção de Walt Disney, que morreu de câncer nos pulmões duas semanas após o lançamento do filme. É o primeiro dos dez filmes Disney em que o ator Kurt Russell apareceu ao longo de dez anos.
O título de trabalho, On My Honor, também foi usado para se referir ao filme. A canção-tema "Follow Me, Boys!" foi composta pelos Irmãos Sherman, músicos habituais do Estúdio.

## Elenco
- Fred MacMurray...Lemuel "Lem" Siddons
- Vera Miles...Vida Downey
- Lillian Gish...Hetty Seibert
- Charlie Ruggles...John Everett Hughes
- Sean McClory...Edward White, Sr.
- Kurt Russell...Edward "Whitey" White, Jr.
- Donald May...Edward "Whitey" White, Jr., adulto
- Luana Patten...Nora White
- Elliott Reid...Ralph Hastings
- John Zaremba...advogado de Ralph Hasting
- Ken Murray...Melody Murphy
- Parley Baer...Prefeito Hi Plommer
- William Reynolds...Hoodoo Henderson (adulto)
- David Bailey...Duke
- Madge Blake...Cora Anderson
- Billy Booth...Leo
- Ronnie Dapo...Virgil "Tiger" Higgins
- Ricky Kelman...Frankie Martin
- Richard Bakalyan...Oficial do Exército
- Michael Mason...Escoteiro nos jogos de Guerra
- Dean Moray – Hoodoo Henderson (criança)
- Jimmy Murphy – Soldado
- Eddie Sallia – Harry
- Keith Taylor – Beefy Smith
- Adam Williams — Sargento

## Sinopse
Lemuel "Lem" Siddons é um saxofonista estudante de Direito nas horas vagas que em 1930 viaja com sua banda em dificuldades financeiras, rumo a Chicago. Eles fazem uma rápida parada na cidadezinha de Hickory, quando Lem avista a bela bancária Vida e resolve deixar a banda e arranjar um emprego de balconista no armazém do idoso Senhor Hughes. A anciã milionária benfeitora Hetty Seibert está preocupada com a juventude desocupada local então Lem se oferece para ser comandante de uma Tropa de Escoteiros que reuniria todos os meninos da cidade. Apenas o rebelde Whitey reluta em entrar para a tropa, pois tem vergonha do pai bêbado. Lem segue em frente com o projeto, mesmo com todas as dificuldades.